# Alex Oxlade-Chamberlain
Alexander Mark David „Alex” Oxlade-Chamberlain (pronunție în engleză [ɒksleɪd tʃeɪmbərlɪn]; n. 15 august 1993, Portsmouth, Anglia, Regatul Unit) este un fotbalist britanic liber de contract, care joacă pe post de mijlocaș. Pe plan internațional, are prezențe la națională pentru Anglia U18⁠(d), Anglia U19⁠(d), Anglia U-21⁠(d) și Anglia.

## Statistici carieră

### Club
La 20 februarie 2014.
| Club         | Sezon        | Campionat      | Campionat | Campionat | FA Cup  | FA Cup | Cupa Ligii | Cupa Ligii | Europa  | Europa | Altele  | Altele | Total   | Total  |
| Club         | Sezon        | Divizia        | Meciuri   | Goluri    | Meciuri | Goluri | Meciuri    | Goluri     | Meciuri | Goluri | Meciuri | Goluri | Meciuri | Goluri |
| ------------ | ------------ | -------------- | --------- | --------- | ------- | ------ | ---------- | ---------- | ------- | ------ | ------- | ------ | ------- | ------ |
| Southampton  | 2009–10      | League One     | 2         | 0         | 0       | 0      | 0          | 0          | —       | —      | 0       | 0      | 2       | 0      |
| Southampton  | 2010–11      | League One     | 34        | 9         | 4       | 0      | 2          | 1          | —       | —      | 1       | 0      | 41      | 10     |
| Southampton  | Total        | Total          | 36        | 9         | 4       | 0      | 2          | 1          | —       | —      | 1       | 0      | 43      | 10     |
| Arsenal      | 2011–12      | Premier League | 16        | 2         | 3       | 0      | 3          | 1          | 4       | 1      | —       | —      | 26      | 4      |
| Arsenal      | 2012–13      | Premier League | 25        | 1         | 2       | 0      | 2          | 1          | 4       | 0      | —       | —      | 33      | 2      |
| Arsenal      | 2013–14      | Premier League | 7         | 2         | 2       | 1      | 0          | 0          | 1       | 0      | —       | —      | 10      | 3      |
| Arsenal      | Total        | Total          | 48        | 5         | 7       | 1      | 5          | 2          | 9       | 1      | —       | —      | 69      | 9      |
| Career total | Career total | Career total   | 84        | 14        | 11      | 1      | 7          | 3          | 9       | 1      | 1       | 0      | 112     | 19     |

1. ↑  Appearance in Football League Trophy
2. 1 2 3  Meciuri în Liga Campionilor UEFA

### Internațional
La 14 august 2013.
| Echipa | An    | Meciuri | Goluri |
| ------ | ----- | ------- | ------ |
| Anglia | 2012  | 9       | 1      |
| Anglia | 2013  | 4       | 2      |
| Total  | Total | 13      | 3      |

### Goluri internaționale
La 2 iunie 2013.
| # | Data            | Stadion                                     | Selecția | Oponent    | Scor | Rezultat | Competiția                                             |
| - | --------------- | ------------------------------------------- | -------- | ---------- | ---- | -------- | ------------------------------------------------------ |
| 1 | 12 October 2012 | Wembley Stadium, London, England            | 8        | San Marino | 5–0  | 5–0      | Calificările pentru Campionatul Mondial de Fotbal 2014 |
| 2 | 22 March 2013   | Stadionul Serravalle, San Marino            | 10       | San Marino | 2–0  | 8–0      | Calificările pentru Campionatul Mondial de Fotbal 2014 |
| 3 | 2 June 2013     | Estádio do Maracanã, Rio de Janeiro, Brazil | 12       | Brazilia   | 1–1  | 2–2      | Meci amical                                            |

## Palmares

### Club
Southampton
- vice-campion Football League One: 2010–11[9]

Arsenal
- FA Cup: 2013–14,[10] 2014–15,[11] 2016–17[12]
- FA Community Shield: 2014,[13] 2015,[14] 2017[15]

Liverpool
- Liga Campionilor UEFA: 2018–2019
- Premier League: 2019-2020
- Supercupa Europei: 2019
- Campionatul Mondial al Cluburilor: 2019
- FA Cup: 2021-22
- League Cup: 2021-22
- FA Community Shield: 2022[16]

### Individual
- PFA Team of the Year: 2010–11 League One